# Dragonja vas
Dragonja vas is een plaats in Slovenië en maakt deel uit van de gemeente Kidričevo in de NUTS-3-regio Podravska. De plaats telde 174 inwoners op 1 januari 2020.